# Putîvsk, Novhorod-Siverskîi
Putîvsk (în ucraineană Путивськ) este un sat în comuna Horbove din raionul Novhorod-Siverskîi, regiunea Cernihiv, Ucraina.

## Demografie
Componența lingvistică a localității Putîvsk
     Ucraineană (73,97%)
     Rusă (26,03%)
Conform recensământului din 2001, majoritatea populației localității Putîvsk era vorbitoare de ucraineană (73,97%), existând în minoritate și vorbitori de rusă (26,03%).